# Taggvårtiga spoligeln
Taggvårtiga spoligeln (Pontobdella muricata) är en ringmaskart som beskrevs av Carl von Linné 1758. Taggvårtiga spoligeln ingår i släktet Pontobdella och familjen fiskiglar. Arten är reproducerande i Sverige. Inga underarter finns listade i Catalogue of Life.